# أبيرتيس
أبيرتيس (بالإسبانية: Abertis Infraestructuras S.A)‏، هي شركة قابضة إسبانية. تدير نحو 6713 كيلومتر من الطرق السريعة في أوروبا وتسير أكثر من عشرة مطارات في مدن مثل لندن (مطار لندن لوتون) وستوكهولم وأورلاندو. وتدير الطرقات ذات الرسوم ومرائب السيارات الكبيرة، وتمتلك شبكة قنوات تلفزيون وإذاعات. يقع مقرها الرئيسي في برشلونة بكاتالونيا في إسبانيا.

## الهيكل التنظيمي

### شركات إدارة الطريق السريع
- ايرتيس للبنية التحتية
  - Acesa
  - Aumar
  - Iberpistas
  - Aucat
  - Aulesa
  - Avasa
  - Autema
  - مجموعة بريسا (15٪ من رأس المال)
  - Sanef
  - Autopista de Oeste
  - Bakwena Platinum Corridor
  - Autopistas del Sol
  - Autopistas de Puerto Rico abertis

### شركات اتصالات
- أبيرتيس تيليكوم
  - ريتيفيزيون
  - Tradia

### إدارة المطارات
- أبيرتيس للمطارات
  - مطار كارديف الدولي، مطار بلفاست الدولي
  - Airport Concessions & Development Ltd -
  - Codad -
- TBI plc
  - مطار لندن لوتون، مطار ستوكهولم سكافستا، مطار أورلاندو سانفورد الدولي، مطار ال التو الدولي , مطار فيرو فيرو الدولي، مطار جورج ويلسترمان الدولي

### إدارة مرائب السيارات
- أبيرتيس سابا، موجودة في البلدان التالية: إسبانيا، إيطاليا، البرتغال، المغرب، أندورا وتشيلي.

### النقل والإمداد
- Abertis Logística
  - ZAL Barcelona
  - ZAL Sevilla
  - Arasur
  - Parc Logístic de la Zona Franca

### أخرى
- Fundación Abertis
- Serviabertis
- Cátedra Abertis